# Студена (Смолянская область)
Студена (болг. Студена) — село в Болгарии. Находится в Смолянской области, входит в общину Мадан. Население составляет 198 человек.

## Политическая ситуация
Кмет кметства Студена — Захари Дишлиев.